# مجتمع الشعراء الأموات
مجتمع الشعراء الأموات (بالإنجليزية: Dead Poets Society) هو فيلم دراما أمريكي صدر في سنة 1989، من إخراج بيتر وير وبطولة روبن ويليامز. وقعت أحداثه في أكاديمية ويلتون المحافظة والأرستقراطية في شمال شرق الولايات المتحدة سنة 1959، ويروي قصة مدرس لمادة اللغة الإنجليزية يلهم طلابه من خلال تعليمهم الشعر. الفيلم حقق نجاحا على الصعيد النقدي والتجاري، ورشح للعديد من الجوائز، أبرزها 4 جوائز أوسكار.
السيناريو كتبه توم شولمان، بناءً على حياته في أكاديمية بيل مونتغمري في ناشفيل تينيسي، تم تصوير الفيلم في مدرسة سانت أندرو في ميدلتاون بولاية ديلاوير.

## نبدة
في عام 1959، يبدأ تود أندرسون سنته الدراسية الثانية في المدرسة الثانوية في أكاديمية ويلتون، وهي مدرسة داخلية تحضيرية للذكورتابعة للكنيسة الأسقفية في فيرمونت. بعد تعيينه كزميل له في السكن مع أحد أكثر طلاب ويلتون الواعدين، نيل بيري، في السنة الأخيرة، يلتقي بأصدقاء نيل: نوكس أوفرستريت، وريتشارد كاميرون، وستيفن ميكس، وجيرارد بيتس، وتشارلي دالتون.

## طاقم التمثيل
- روبن ويليامز بدور جون كيتنغ
- روبرت شون لينارد بدور نيل بيري
- إيثان هوك بدور تود أندرسون
- جوش تشارلز بدور نوكس أوفرستريت
- غايل هانسن بدور تشارلي دالتون

## روابط خارجية
- مجتمع الشعراء الأموات على موقع IMDb (الإنجليزية)
- مجتمع الشعراء الأموات على موقع ميتاكريتيك (الإنجليزية)
- مجتمع الشعراء الأموات على موقع الموسوعة البريطانية (الإنجليزية)
- مجتمع الشعراء الأموات على موقع روتن توميتوز (الإنجليزية)
- مجتمع الشعراء الأموات على موقع نتفليكس (الإنجليزية)
- مجتمع الشعراء الأموات على موقع قاعدة بيانات الأفلام العربية
- مجتمع الشعراء الأموات على موقع ألو سيني (الفرنسية)
- مجتمع الشعراء الأموات على موقع Turner Classic Movies (الإنجليزية)
- مجتمع الشعراء الأموات على موقع أول موفي (الإنجليزية)
- مجتمع الشعراء الأموات على موقع بوكس أوفيس موجو (الإنجليزية)